# Múlagöng
Die Múlagöng sind ein Straßentunnel im Nordosten von Island.
Der Tunnel wird auch Ólafsfjarðargöng genannt.
Durch diesen einspurigen, wenig beleuchteten Tunnel verläuft der Ólafsfjarðarvegur  zwischen Akureyri, Dalvík und Ólafsfjörður.
Die Múlagöng sind 3400 Meter lang, wurden im Dezember 1990 eröffnet und am 1. März 1991 eingeweiht.
Der Tunnel unterquert den 400 Meter hohen Ólafsfjarðarmúli, der die beiden Fjorde Ólafsfjörður und Eyjafjörður trennt.
Von daher stammt auch der Name Múlagöng.
Vor Eröffnung des Tunnels führte der Múlavegur seit 1966 auf einer Höhe von bis zu 200 um den Ólafsfjarðarmúli.
Diese Straßenverbindung verkürzte die Fahrstrecke von Ólafsfjörður nach Akureyri um 149 km.
Vorher war Ólafsfjörður nur aus Westen über den  Siglufjarðarvegur  erreichbar.
Es gibt Pläne, diesen einspurigen Tunnel zu verbreitern.

## Siehe auch

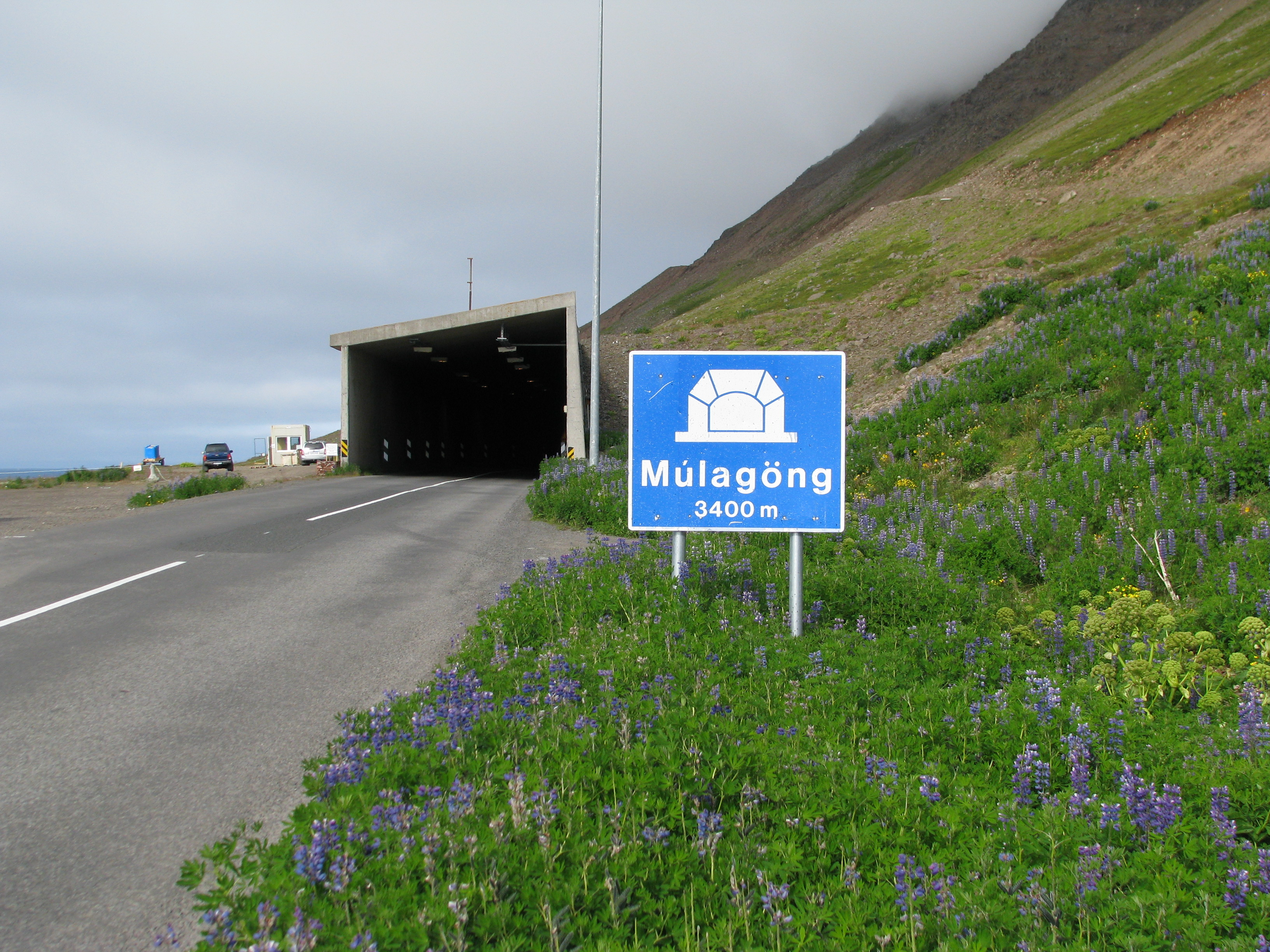
Westportal